# Anatahan
Anatahan è un'isola vulcanica dell'arcipelago delle Isole Marianne, nell'oceano Pacifico.
L'isola ha una superficie di 31.21 km² ed è disabitata a causa dell'elevata attività vulcanica. Amministrativamente appartiene alla municipalità Isole Settentrionali delle Isole Marianne Settentrionali.

## Storia
Durante la prima guerra mondiale, Anatahan passò sotto il controllo del Giappone, e fu amministrata come Mandato del Pacifico meridionale.
Nel giugno 1944, 30 sopravvissuti di almeno tre naufragi di navi giapponesi raggiunsero Anatahan. Dopo la resa del Giappone nella seconda guerra mondiale, gli americani, dopo aver preso possesso dell'isola, la evacuarono da due giapponesi e 45 nativi, ma i restanti naufraghi giapponesi rifiutarono di credere che la guerra fosse finita e fuggirono all'interno dell'isola come soldati fantasma giapponesi.
Dal 1950, i sopravvissuti furono guidati da Kazuko Higa, che era l'unica donna rimasta sull'isola. Higa visse con un harem di cinque uomini, ma dopo undici morti avvenute in circostanze incerte, il gruppo si arrese nel giugno del 1951.
La loro storia, narrata come una raccapricciante storia di sesso e morte violenta da parte dei mass media, è stata ritratta nel 1953 da Josef von Sternberg nel suo film L'isola della donna contesa. Nel 1954, uno dei sopravvissuti, Michiro Maruyama, pubblicò un libro, Anatahan Island of the Unfortunates, che tentò di confutare le accuse più infamanti. La storia è stata ripresa nel 1998 dall'autore giapponese Kaoru Ohno con il romanzo Cage on the Sea, e nel 2008 da Natsuo Kirino con il racconto Tokyo-jima, che è diventato un film nel 2010.